# Leopoldius brevirostris
Leopoldius brevirostris là một loài ruồi thuộc chi Leopoldius trong họ Conopidae.